# École nationale de l'aviation civile
L'École nationale de l'aviation civile è un'università francese, grande école d'Ingegneria aerospaziale istituita nel 1949, situata a Tolosa. L'università ha una fondazione che contribuisce al suo sviluppo.

## Didattica
Si possono raggiungere i seguenti diplomi: 
- Ingénieur ENAC
- Laurea specialistica, Master specializzati (Mastère Spécialisé)
- Master ricerca & Doctorat (PhD studi di dottorato)
- Master of Science
- MOOC[1].

## Centri di ricerca
La ricerca alla ENAC è organizzata attorno a 4 poli tematici:
- Gestione del traffico aereo e gli aeroporti
- Sostenibilità
- Sistemi UAV
- Sicurezza e la sicurezza di Air

## Famoso laureato
- Bernard Bacquié, pilota di linea e storico
- Amadou Cheiffou, politico nigerino, primo ministro dal 1991 al 1993
- Jean-Baptiste Djebbari, politico francese
- Gérard Feldzer, aviatore francese
- Patrick Ky, presidente dell'AESA
- Béatrice Vialle, aviatrice francese